# Alejandro Figueredo
Alejandro Gabriel Figueredo Carámbula (Montevideo, 6 de marzo de 1970) es un periodista deportivo y presentador de televisión uruguayo.

## Biografía
Su carrera en los medios comenzó en 1989 en la radio El Espectador. En 1992 se incorporó a la redacción del periódico El País en la sección de deportes. En 1993 debutó en la televisión, en programa Oxígeno, como coconductor junto a Victoria Rodríguez y Fernando Tetes. En 1996 se sumó a la conducción del programa estival de Teledoce, Verano del.., participando de doce temporadas consecutivas.
En 2000, Figueredo se incorporó al noticiero Telemundo 12 como presentador del segmento de deportes. Durante la temporada estival de 2009, se desempeñó como productor del programa de variedades, Verano en barra.
Entre 2010 y 2015 cocondujo el magacín matutino Día perfecto junto a Catalina Ferrand, lo que le valió tres nominaciones al Premio Iris. Tras la salida del aire del programa, Figueredo fichó como coconductor de su sucesor, Desayunos informales estrenado en julio de 2015. En la vigesimosegunda entrega de los Premio Iris, celebrada en abril de 2017, fue premiado como mejor conductor de televisión.
A fines de agosto de 2017, Figueredo anunció su salida de Desayunos informales y de los demás proyectos de la cadena. Semanas después emigró con su familia a Miami, Estados Unidos. Allí comenzó a trabajar para la cadena GolTV como relator de fútbol en castellano.
En 2018 realizó la cobertura de Teledoce de la Copa Mundial de Fútbol en Rusia, como relator de los partidos. En 2019 salió de GolTV y comenzó a trabajar para Bein Sports como relator de los partidos de diferentes ligas nacionales. Asimismo, siguió ejerciendo como corresponsal de Teledoce y Radio Universal en Estados Unidos.

## Filmografía
| Año       | Trabajo               | Canal    |                                      |
| --------- | --------------------- | -------- | ------------------------------------ |
| 1993-1995 | Oxígeno               | Teledoce | Coconductor                          |
| 1996-2008 | Verano del...         | Teledoce | Coconductor                          |
| 1997-2000 | Polideportivo         | Teledoce | Coconductor                          |
| 2000-2017 | Telemundo 12          | Teledoce | Presentador del segmento de deportes |
| 2010-2015 | Día perfecto          | Teledoce | Coconductor                          |
| 2015-2017 | Desayunos informales  | Teledoce | Coconductor                          |
| 2015      | Me resbala            | Teledoce | Participante                         |
| 2023      | ¿Quién es la máscara? | Teledoce | Participante; 3.º desenmascarado     |

## Vida personal
Está casado con María Battaglino desde 1999. Juntos tienen dos hijas: María Clara y María Josefina.

## Premios y nominaciones
| Año  | Premios      | Categoría               | Trabajo nominado            | Resultado | Rfs.          |
| ---- | ------------ | ----------------------- | --------------------------- | --------- | ------------- |
| 2012 | Premios Iris | Conductor de televisión | Día perfecto - Telemundo 12 | Nominado  | [ 19 ] [ 20 ] |
| 2013 | Premios Iris | Conductor de televisión | Día perfecto - Telemundo 12 | Nominado  | [ 21 ] [ 22 ] |
| 2014 | Premios Iris | Conducción de magacín   | Día perfecto                | Nominado  | [ 23 ] [ 24 ] |
| 2017 | Premios Iris | Conductor de televisión | Desayunos informales        | Ganador   | [ 25 ] [ 26 ] |